# Station Amsterdam RAI
Amsterdam RAI is een station gelegen aan de zuidelijke tak van de Amsterdamse Ringspoorbaan tussen de rijbanen van de A10. Het station is gelegen tussen station Amsterdam Zuid en station Duivendrecht en wordt bediend door treinen, metro's/sneltrams en tramlijn 4. Het metrostation en de haltes van het stadsvervoer hebben de officiële naam Station RAI. De namen van het station verwijzen naar het nabijgelegen RAI-complex.
Het eerste station RAI werd geopend in 1981, tegelijk met de Schiphollijn Schiphol – Leiden, en was het tijdelijke eindpunt van deze lijn. Dit eerste station had één perron, met één spoor en geen wissels. Men kon vanuit de trein direct overstappen op tramlijn 4, die zijn eindpunt had aan de overzijde van het perron.
In 1988 verviel het hooggelegen eindpunt van deze tram, in verband met de aanlegwerkzaamheden voor de Amstelveenlijn en kwam er een laaggelegen tramspoor onder de viaducten. Vervolgens werd een nieuw perron aangelegd voor deze metro/sneltramlijn 51, dat in 1990 in gebruik werd genomen. Het metroperron bestaat uit een eilandperron met twee sporen. Het ligt ten opzichte van het NS-station meer naar het westen verschoven. Tussen het uiterlijk van beide perrons is geen enkele samenhang. Oorspronkelijk was het perron niet voorzien van een perronkap. De perronkap, identiek aan de andere perronkappen van de Ringlijnstations, werd in 1997 alsnog aangebracht.
Het oude station werd in 1992 vervangen door een nieuw station met een eilandperron en twee sporen. De spoorlijn werd in 1993 doorgetrokken naar Duivendrecht – Weesp. Het door architect Rob Steenhuis ontworpen station heeft transparante gebogen wanden met veel doorkijk. De stationskap van 150 m lengte lijkt qua vorm op het hoofd van een kat. Het opvallende is dat door de glazen wanden (en de overkapping) de sporen geheel omsloten zijn. Dit geeft de reizigers maximale beschutting tegen regen en wind en dit is een voorziening die bij kleinere stations niet vaak voorkomt. Het veel minder drukke station Diemen Zuid, dat toen ook door Rob Steenhuis in dezelfde stijl is ontworpen, kent deze beschutting met glazen wanden aan de zijkant bijvoorbeeld niet.
In 2015 werden de west- en oostwand opgefleurd door kunstwerk Mise-en-scène.

## OV-chipkaart
Dit station is afgesloten met OVC-poorten.

## Uitbreiding naar viersporigheid
In het kader van de uitbreiding naar een viersporige spoorweg is in 2015 ten zuiden van de huidige station een nieuw eilandperron gebouwd. Het nieuwe perron heeft wel een perronkap maar geen glazen wanden zoals het andere perron die heeft. Er is ook niet voor gekozen om de overkapping in dezelfde stijl te ontwerpen.
Op 10 augustus 2016 zijn de nieuwe sporen in gebruik genomen. Het oude eilandperron wordt nu alleen voor treinen in de richting van Schiphol gebruikt, het nieuwe perron wordt gebruikt voor treinen richting Duivendrecht. Het nieuwe perron kreeg de spoornummers 1 en 2 terwijl het oude perron de spoornummers 3 en 4 kreeg in plaats van 1 en 2.

## Treinen
Station Amsterdam RAI wordt normaal alleen bediend door de volgende sprinters:
| Serie | Treinsoort    | Route | Bijzonderheden                                                                                     |
| ----- | ------------- | --- | -------------------------------------------------------------------------------------------------- |
| 4300  | Sprinter (NS) | Den Haag Centraal – Leiden Centraal – Schiphol Airport – Amsterdam Zuid – Amsterdam RAI – Weesp – Almere Centrum – Almere Buiten – Almere Oostvaarders – Lelystad Centrum | |
| 5700  | Sprinter (NS) | Utrecht Centraal – Hilversum – Weesp – Amsterdam RAI – Amsterdam Zuid – Schiphol Airport – Hoofddorp – Leiden Centraal                                                    | Rijdt niet na 20:00 uur. Rijdt vrijdag en in het weekend niet tussen Hoofddorp en Leiden Centraal. |

Tijdens drukbezochte evenementen zoals de Huishoudbeurs stoppen de intercity's Schiphol – Groningen/Leeuwarden, Schiphol – Lelystad Centrum, Schiphol – Eindhoven en Schiphol – Nijmegen extra op dit station.

## Overig openbaar vervoer
Het station is stopplaats voor twee metrolijnen: sinds 1990 stopte hier de Amstelveenlijn (51) en sinds 1997 ook de Ringlijn (50). Sinds 3 maart 2019 is de Amstelveenlijn vervangen door metrolijn 51. Aan de onderkant van het station is tevens een halte voor tramlijn 4 die even voorbij het station haar eindpunt heeft. Op deze halte stoppen ook de bussen die het station aan doen. Het vervoer rond station RAI wordt uitgevoerd door het GVB in opdracht van de Vervoerregio Amsterdam. Het station valt dan ook onder het concessiegebied "Amsterdam".
De volgende lijndiensten doen station RAI aan:
| Concessiegebied     | Lijn | Route                                                                |
| ------------------- | --- | -------------------------------------------------------------------- |
| GVB                 | |                                                                      |
| Amsterdam           | 4 | Station RAI – Europaplein – Rembrandtplein – Centraal Station (tram) |
| Amsterdam           | Isolatorweg – Sloterdijk – Lelylaan – Amstelveenseweg – Station Zuid – Bijlmer – Gein (metro)                       |                                                                      |
| Amsterdam           | Centraal Station – Waterlooplein – Amstelstation – RAI – Station Zuid – Lelylaan – Sloterdijk – Isolatorweg (metro) |                                                                      |
| Amsterdam           | 62 | Amstelstation – Station Lelylaan (stadsbus)                          |
| Amsterdam           | N84 | Centraal Station – Amstelveen Busstation (nachtbus)                  |
| Transdev            | |                                                                      |
| Gooi en Vechtstreek | 221 | Huizen – Naarden Gooimeer – Muiden P+R – Amsterdam Station Zuid      |
| Gooi en Vechtstreek | 321 | Eemnes – Laren – Naarden – Muiden P+R – Amsterdam Station Zuid       |

## Galerij

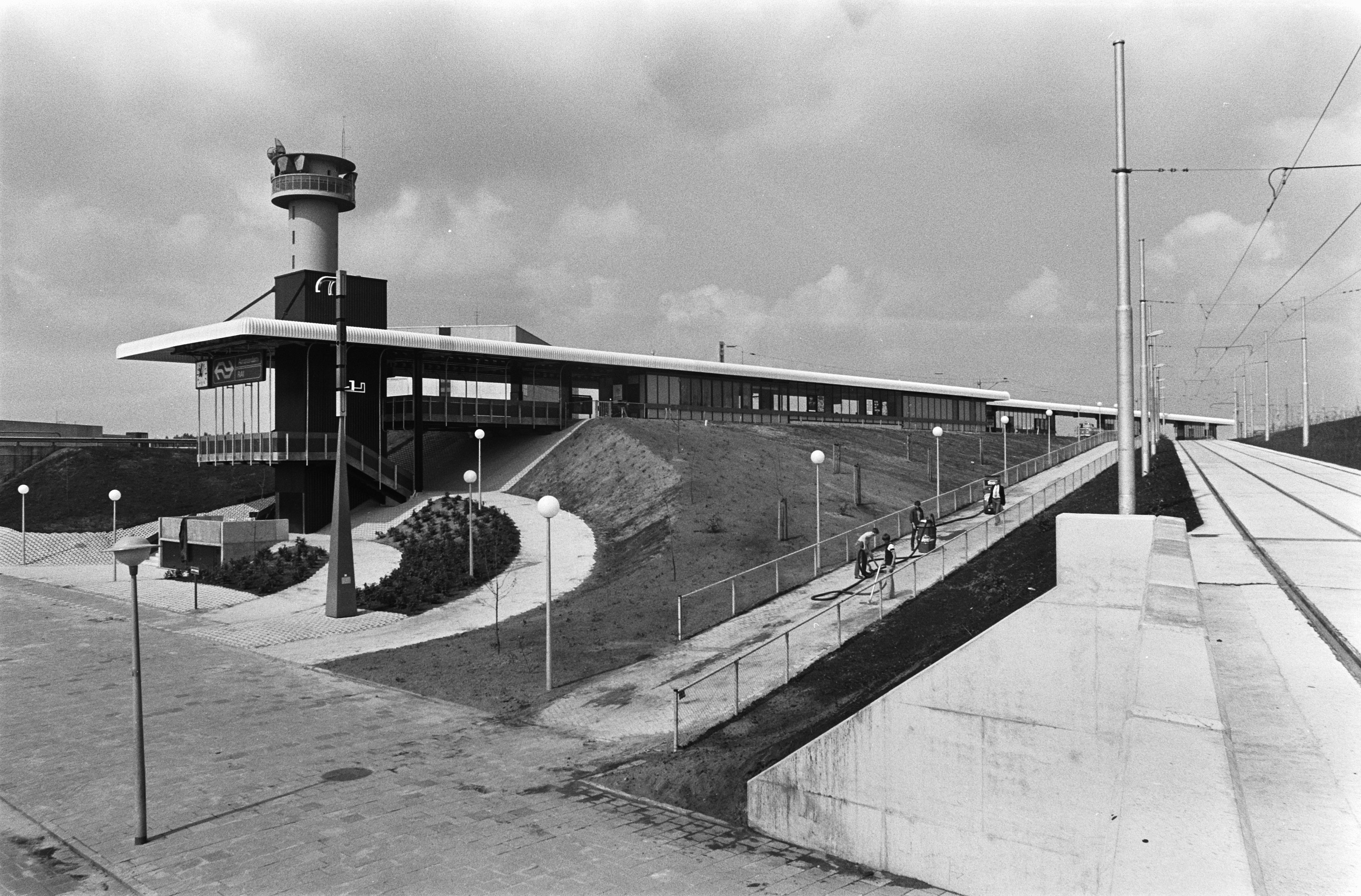
Station Amsterdam Rai kort voor de opening, met rechts de trambaan van lijn 4; mei 1981.
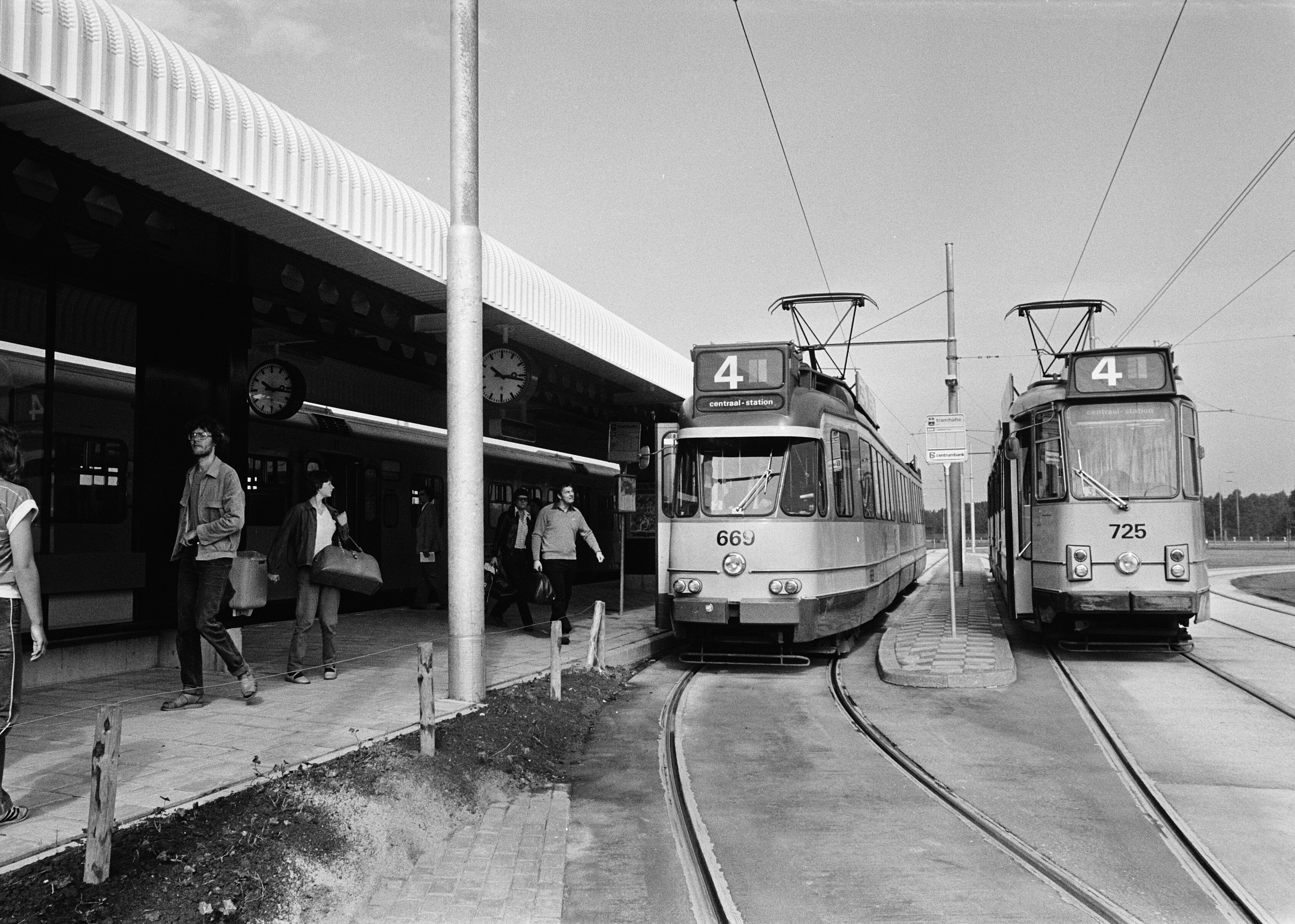
Station Amsterdam Rai kort na de opening, met gelijkvloerse overstapmogelijkheid van trein op de trams van lijn 4; 1 juni 1981.
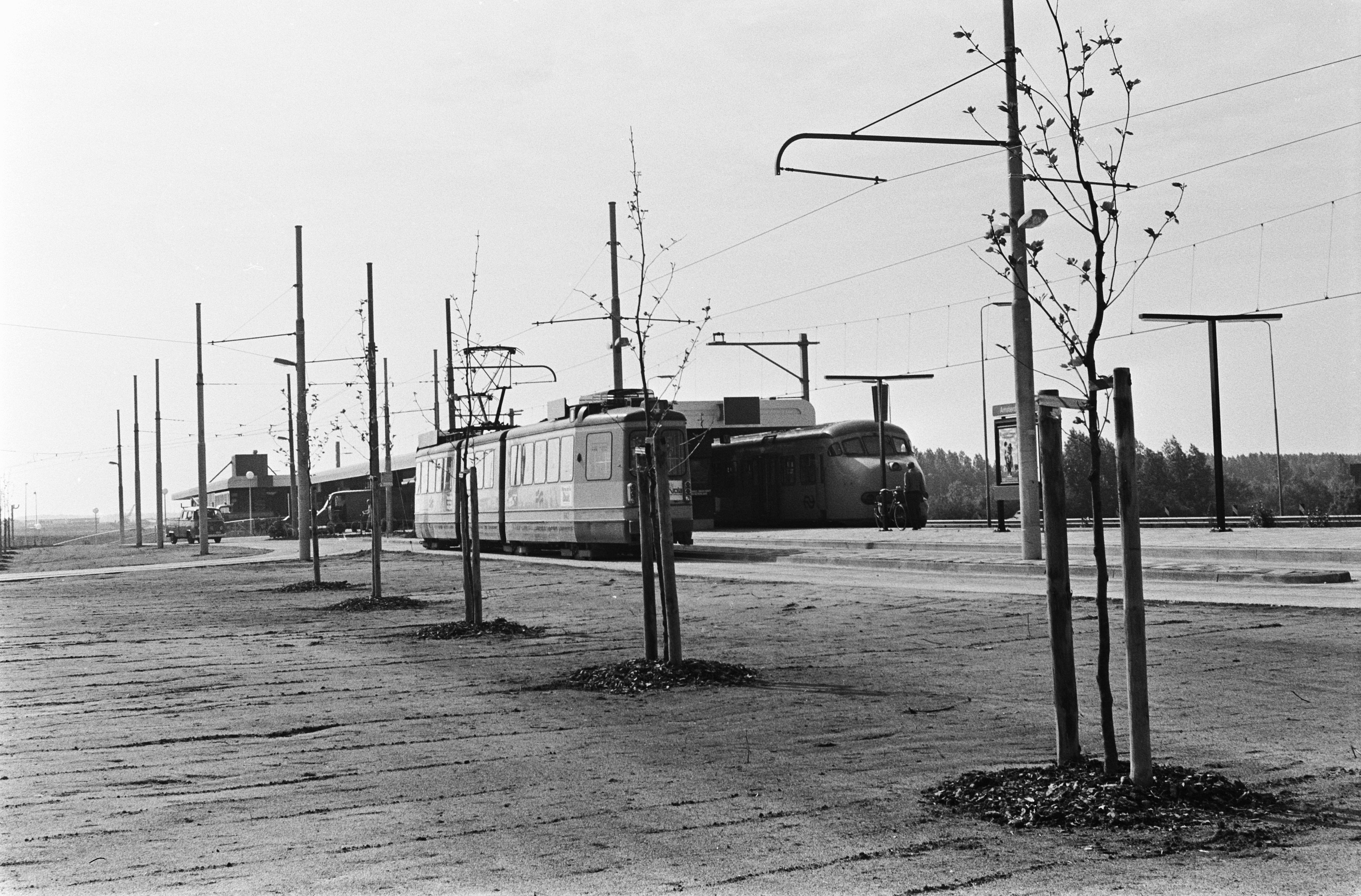
Eindpunt lijn 4 van 1981-1988 van achterzijde gezien
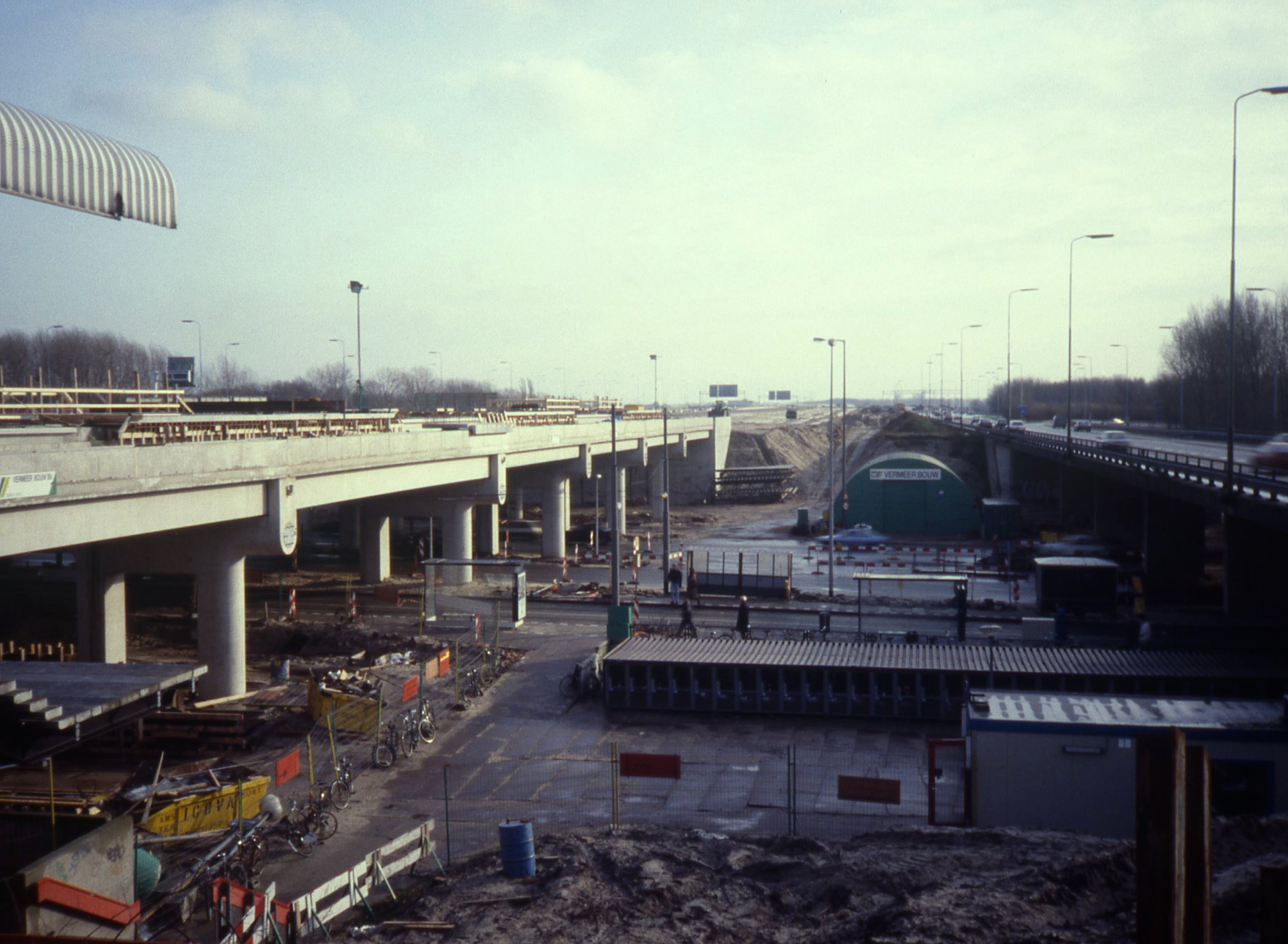
Het station tijdens de bouw in 1990
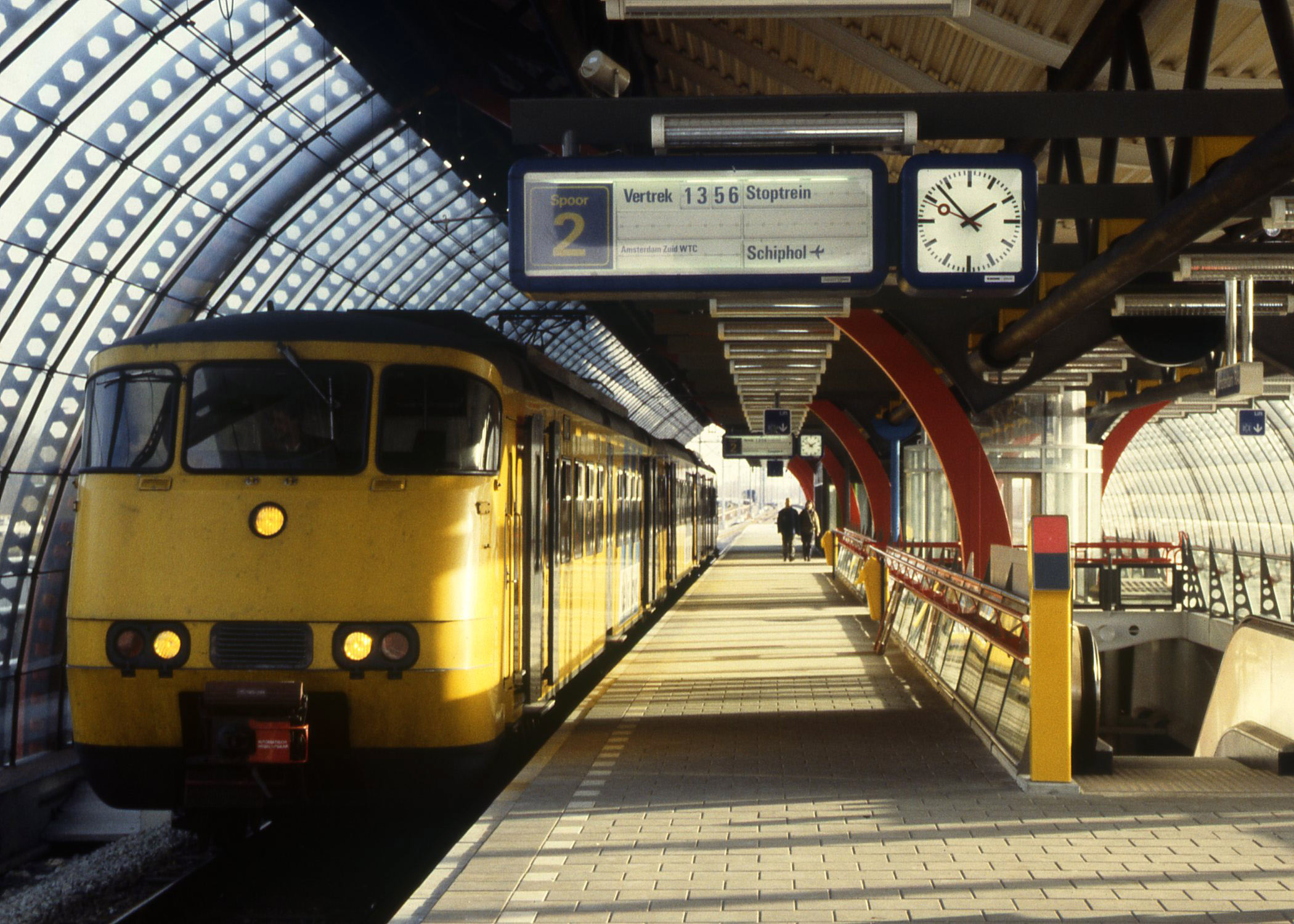
Het station in 1992
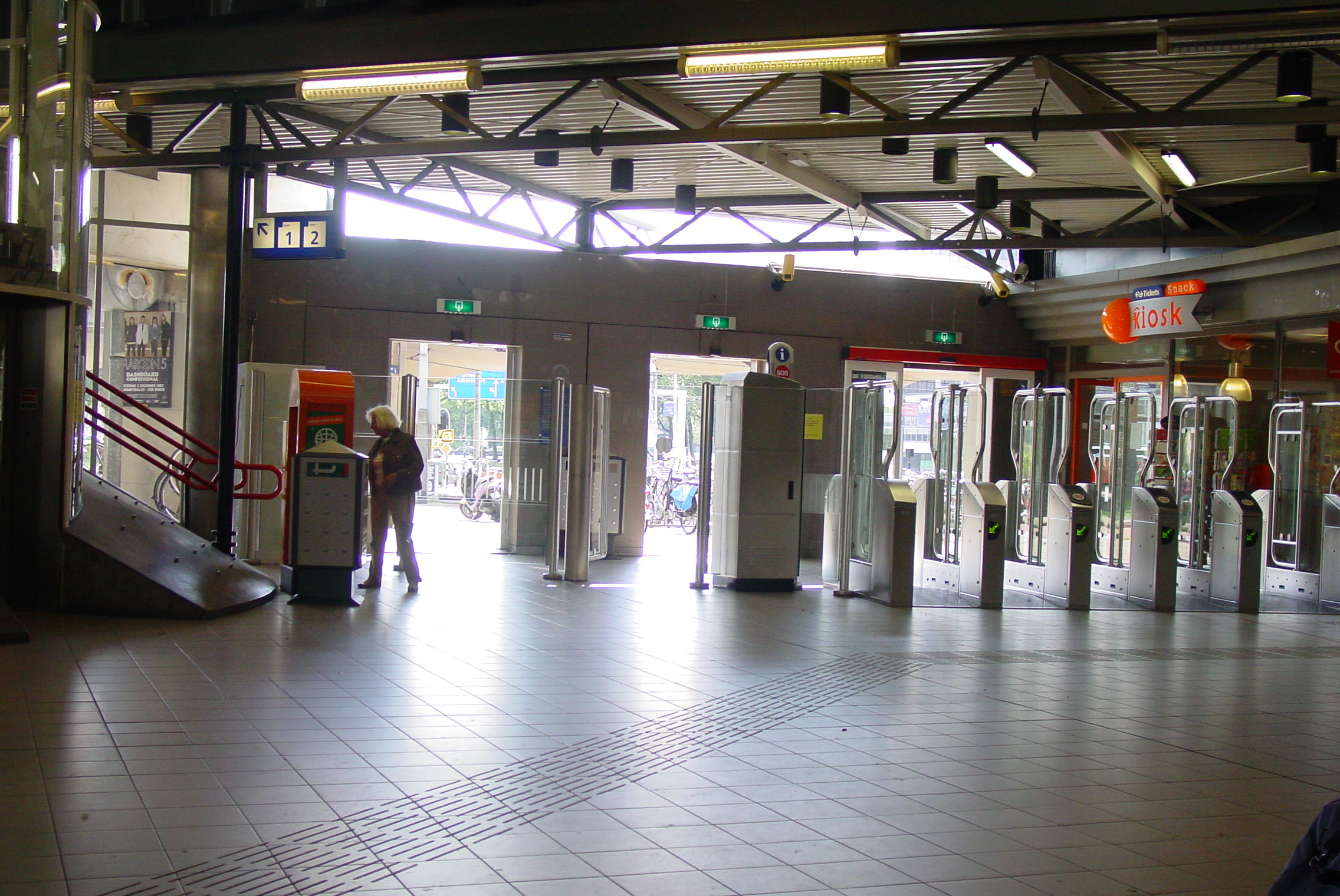
Stationshal
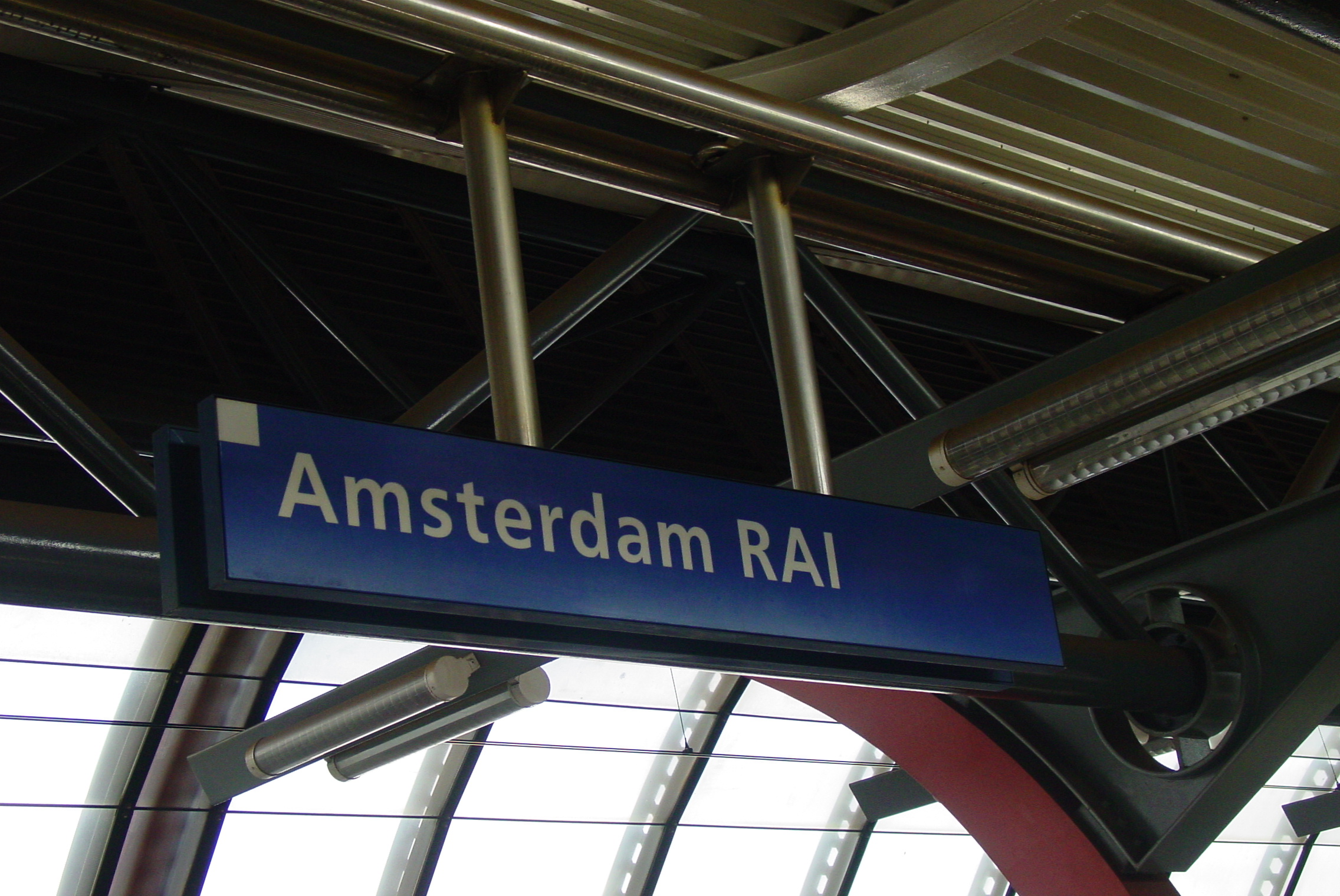
Stationsbord
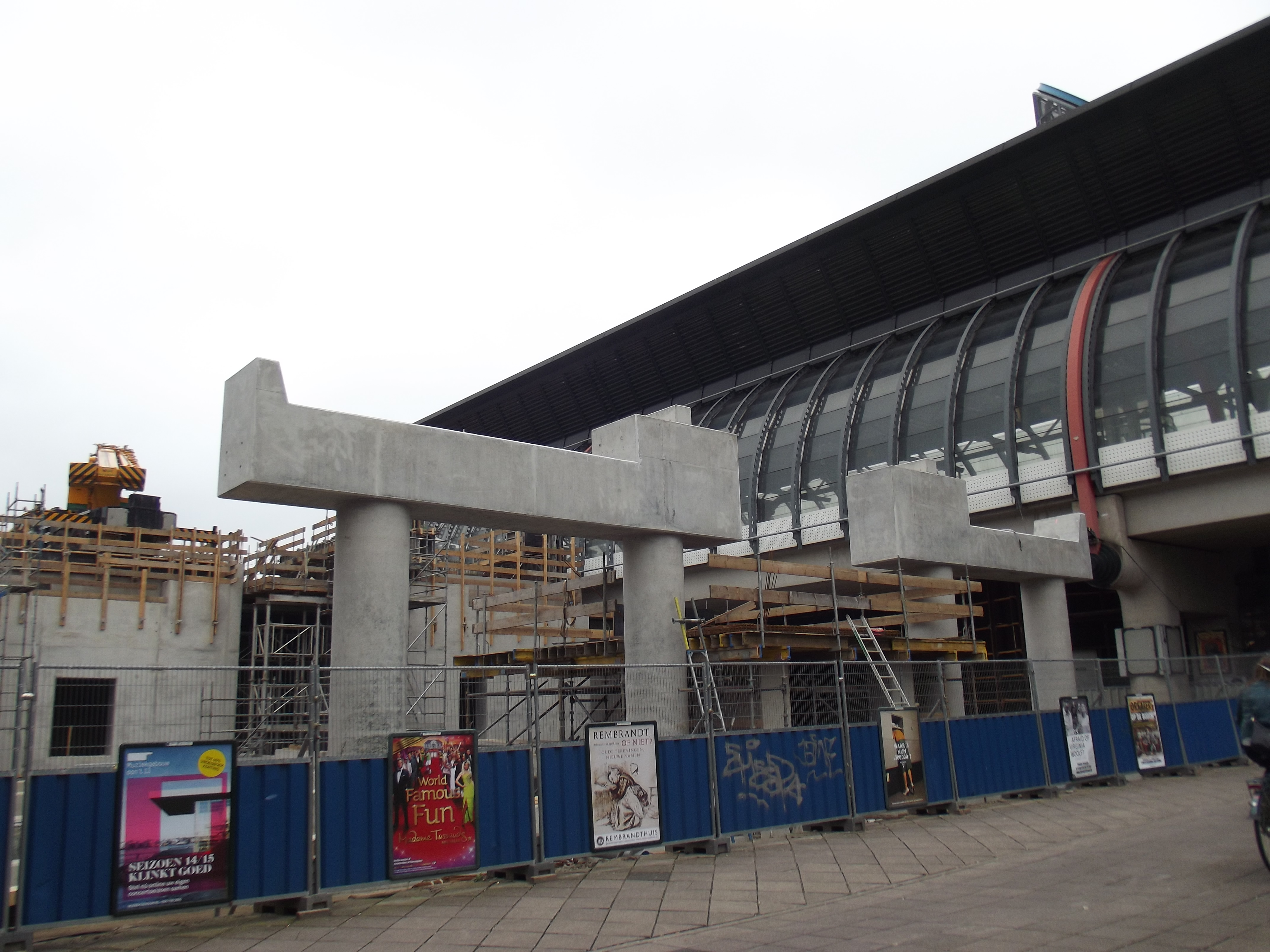
Bouw van viaductpijlers voor het nieuwe eilandperron.
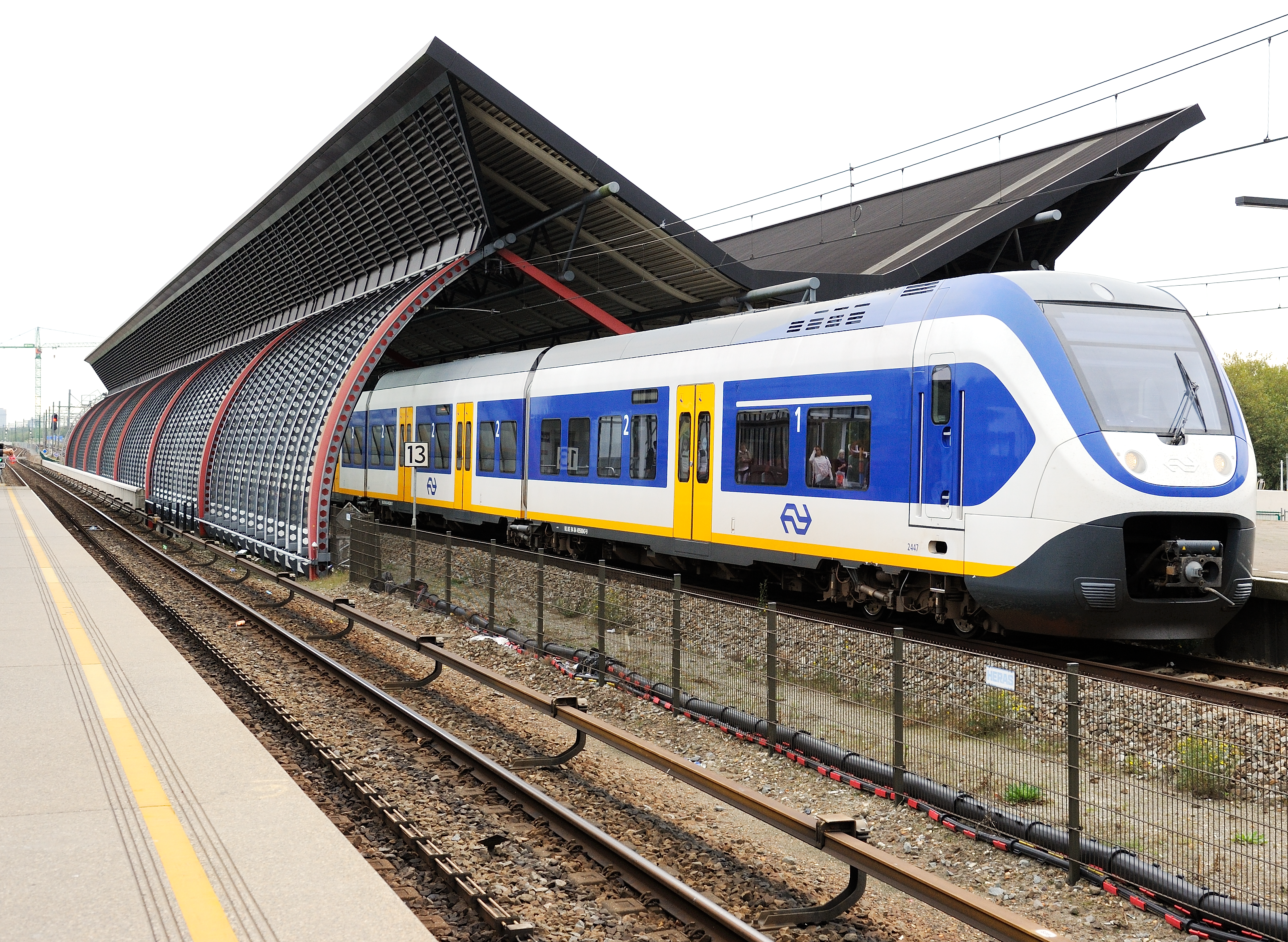
Sprintertreinstel onder de uit 1993 daterende stationskap.

## Ontwikkeling aantal reizigers
Het aantal door NS vervoerde reizigers (per gemiddelde werkdag) ontwikkelde zich sedert 2019 als volgt:
| Jaar | Aantal reizigers |
| ---- | ---------------- |
| 2019 | 4.842            |
| 2020 | 2.113            |
| 2021 | 2.043            |
| 2022 | 3.621            |
| 2023 | 4.307            |
| 2024 | 4.103            |